# In absentia
In absentia är latin och betyder "i sin frånvaro". Uttrycket används framför allt inom juridiken. Om en person dömts in absentia i domstol betyder det att den anklagade inte var närvarande.

Efter andra världskriget dömdes flera krigsförbrytare in absentia, bland annat Alois Brunner, Martin Bormann och Louis Darquier de Pellepoix.